# Boloria vanescens
Boloria vanescens är en fjärilsart som beskrevs av Cabeau 1930. Boloria vanescens ingår i släktet Boloria och familjen praktfjärilar. Inga underarter finns listade i Catalogue of Life.